# Guido Amrhein
Guido Amrhein (* 8. August 1953 in Fischingen TG) ist ein ehemaliger Schweizer Radrennfahrer.

## Sportliche Laufbahn
Amrhein war im Strassenradsport aktiv und als Amateur Mitglied der Schweizer Nationalmannschaft. 1975 startete er in der DDR-Rundfahrt und belegte den 49. Platz in der Gesamtwertung. 1977 wurde er beim Sieg von Roland Salm Dritter in der nationalen Meisterschaft im Strassenrennen sowie in der Tannenberg-Rundfahrt.
1977 wurde er Berufsfahrer im Radsportteam Möbel Märki und blieb bis 1988 als Radprofi aktiv. 1978 wurde er 30. In der Tour of Britain. 1979 wurde er Dritter der Profimeisterschaft im Strassenrennen. Den Giro d’Italia bestritt er zweimal. 1979 wurde er 90. und 1980 84. In der Tour de Suisse wurde Amrhein 1977 54., 1978 44., 1979 40., 1980 38., 1981 65. und 1982 65. Im Profirennen der Strassenradsport-Weltmeisterschaften 1978 kam er nicht ins Ziel.

## Berufliches
Amrhein war nach seiner aktiven Karriere Trainer im Radsport. Zu seinen Sportlerinnen gehörte Larissa Brühwiler aus dem Verein «Veloclub Fischingen», die mehrfach an Strassenradsport-Weltmeisterschaften teilnahm.